# 汪峰
汪峰（1971年6月29日—），北京人，祖籍江苏常熟，中国大陸摇滚男歌手、音乐创作人。曾擔任五季《中国好声音》系列導師。他亦是碎乐APP音乐平台的创始人及董事长、Fiil耳机创始人及董事长、iwini互联网音乐平台创始人。

## 成长经历

### 童年與求學歲月
1971年，汪峰于北京出生。於5歲（1976年）時开始学习小提琴。1982年，考入中央音乐学院附小学习小提琴。1984年，考入中央音乐学院附中。17歲（1988年）時，受罗大佑、李宗盛等創作歌手影响开始尝试自己创作。於1989年，创作意识及想象力受到崔健、The Beatles、Bob Dylan等的音乐的启发，开始创作具有自我及社会意识的歌曲。1990年，随学院交响乐团出访欧洲及亚洲各国演出。
20歲（1991年）考入中央音乐学院本科，精進小提琴、中提琴。就讀本科的第三年（1993年）11月，与同在中央音乐学院的同学蓉蓉、杜咏、龙隆等组建摇滚乐队，用中央音乐学院的地址“鮑家街43號”命名，汪峰擔任乐队主唱。
1995年從中央音乐学院本科毕业後，进入中央芭蕾舞团交响乐团工作。

### 摇滚生涯
- 1995年—1996年，乐队做了大量的演出，引起巨大反响。在此期间，汪峰创作了大量严肃意义上的摇滚歌曲。
- 1997年6月，乐队推出首张同名专辑《鲍家街43号》，受到歌迷的欢迎。汪峰个人创作方向更加明确，直指同龄的平民阶层。
- 1998年12月，乐队推出第二张唱片《鲍家街43号2》，此时汪峰在音乐上进入第一个黄金时期。
- 1998年—1999年，汪峰为歌手韩磊创作并制作了歌曲《如果风不再吹》，为女歌手黄绮珊创作了歌曲《等待》及为女歌手筠子创作了歌曲《青春》，这三首作品在排行榜上都取得了非常好的成绩。

2000年
- 年初，汪峰新作《再见，二十世纪》在北京音乐台“中国歌曲排行榜“上连续五周蝉联冠军，创下了本榜冠军留榜时间最长的纪录。后来，这首歌获得了中国歌曲排行榜2001年度“十大金曲奖”。
- 5月，汪峰与世界五大唱片公司华纳唱片签定唱片约，与北京普涞文化签定演艺约。
- 10月，汪峰推出签约华纳后的个人首张唱片《花火》，整张唱片的词曲创作皆由汪峰一人包揽，这也成为汪峰此后所有专辑的特点。此唱片获得2001年度台湾中华音乐人交流协会十佳唱片专辑奖（内地唯一获奖音乐人）。

2001年
- 2月，为第六代导演王小帅获得柏林电影展银熊奖的电影《十七岁的单车》谱写了全部电影音乐。
- 7月，为中央电视台热播的电视连续剧《忠诚》配唱了片尾曲，开创了国内摇滚歌手演唱正剧主题歌的先河。
- 11月，推出签约华纳第二张唱片《爱是一颗幸福的子弹》。

2002年
- 1月，参加广东电视台春节联欢晚会的录制，演唱歌曲《英雄》，受到极大欢迎。此歌是汪峰为北京国安足球队谱写的新队歌，在全国各大排行榜上取得骄人成绩，成为当时电台点播率最高的歌曲。5月29日，在北京首都体育馆参加“三星之夜—为国足壮行”大型演唱会上，汪峰又一次演唱了这首歌。
- 2月，与有国内摇滚教父之称的崔建、著名摇滚乐队——唐朝乐队在天津共同举办大型摇滚演唱会，在当地引起极大反响。
- 3月11日，《花火》专辑荣获第2届华语音乐传媒大奖“十大华语唱片”。
- 3月23日，获第2届音乐风云榜“年度男歌手飞跃奖（内地）”。
- 4月，凭借专辑《花火》（台湾版）荣获“2001年度台湾中华音乐人交流协会十大专辑”奖，专辑中的歌曲《妈妈》同时荣获“2001年度台湾中华音乐人交流协会十大单曲”奖。
- 4月21日，在电影《北京乐与路》中，以主题歌《回忆之前，忘记之后》获得第21届香港电影金像奖“最佳电影原创歌曲”提名。

2003年
- 1月，获得第10届中国歌曲排行榜"最佳创作歌手"提名。《在雨中》以连续三周蝉联排行榜冠军的成绩获得第10届中国歌曲排行榜"十五大金曲奖"。
- 5月，作品《直到永远》成为央视新闻频道“抗非时期频道主题曲”。这首歌后来在2008年5.12汶川地震宣传片中广为传播，成为让经历苦难的同胞能获得走出苦难得以重生的一种力量。并被收录在“我们心在一起:5.12抗震救灾爱心专辑”《生死不离》中[8]。
- 10月，为了电视剧《黄金时代》谱写整部电视剧歌曲，其中《琴岛之恋》广为流传。

2004年
- 7月，推出签约华纳第三张唱片《笑着哭》，第一主打歌《飞得更高》在音乐之声“Music Radio排行榜”连续8周高居榜首（打破了该榜自97年建榜以来的记录）。
- 8月，参加宁夏贺兰山“中国摇滚光辉道路”演出 ，上演了全场四万人大合唱《小鸟》的场面。
- 9月17日，在北京北展剧场举办了自己出道10年以来的首次演唱会，两个半小时的演出令北展剧场气氛HIGH到最高点，数千歌迷站起一起高唱《飞得更高》。

2005年
- 1月22日 汪峰以《笑着哭》专辑的成绩获得中国歌曲排行榜颁发“中国内地最佳原创歌手奖”，《飞得更高》荣获“年度十五大金曲”奖。
- 3月20日 汪峰以《飞得更高》单曲获得上海第十二届东方风云榜年度十大金曲及作词奖。
- 3月21日 汪峰出席第五届音乐风云榜颁奖典礼并且获得“中国内地最佳摇滚歌手”。
- 6月19日 远赴美国参加第二届中国歌曲排行榜海外票选颁奖典礼，现场演唱的《飞得更高》，获得由当地华人投票选出的中歌榜海外榜“年度内地十大金曲”奖[9][10]。
- 7月1日 汪峰鲍家街乐队参加“反法西斯60周年纪念和平天空演唱会”现场演出John Lennon 名曲《Imagine》、《飞得更高》引起现场大合唱。
- 7月17日 由汪峰创作奥运歌曲《我们的梦》成为中国奥运十大歌曲并在奥体现场演出引起强烈反响。
- 10月 继神舟五号发射国内各大媒体再次以汪峰作品《飞得更高》见证了神舟六号的发射过程，神六归来汪峰最新的摇滚爱国作品《我爱你中国》则为神六成功环游太空画上圆满句号，国内媒体予以高度评价。
- 12月28日 汪峰第六张专辑《怒放的生命》全国上市。中国移动彩玲12月1日上市《怒放的生命》成为江苏移动本月下载率最高的歌曲。
- 12月31日 汪峰在深圳体育馆举行跨年的新年个人演唱会。在新年钟声敲响之际，汪峰演唱了近30首成名之作，伴现场观众度过2005年，迎接新的一年的到来，现场引起深圳歌迷大合唱，并且演出结束后被邀返场两次。

2006年
- 4月2日 以摇滚歌手身份首获第六届音乐风云榜“中国内地最佳男歌手”殊荣。
- 6月 沈阳摇滚20周年大型演出压轴出场。10月6日，又压轴增城6天摇滚20周年大型演唱会。
- 8月 北京星光现场举办个人小型演唱会。获得所有媒体、乐迷的一致好评。
- 10月 中央电视台广告招标歌曲《宣言》一曲引起强烈反响。

2007年
- 7月9日 发布新专辑《勇敢的心》。
- 8月8日 在天安门广场参与“我们邀请世界”北京2008年奥运会倒计时一周年庆典晚会，与陈奕迅、孙悦、容祖儿一起合唱了奥运歌曲《Forever Friends》

2008年
- 4月8日 《勇敢的心》荣获第八届音乐风云榜内地最佳专辑和最佳摇滚专辑两项大奖，汪峰凭此专辑获得内地最佳制作人奖。
- 5月 参与多场“512汶川地震”赈灾义演[11][12][13]，其中5月22日的“HIT FM RADIO AID超越那一天”赈灾义演，云集了崔健、汪峰、郑钧、许巍、老狼、子曰秋野、叶蓓、艾敬等中国摇滚及民谣中坚力量，持续了四个多小时演出，共募得善款415，810元人民币。汪峰深情演唱了《我爱你中国》、《直到永远》、《飞得更高》和《花火》[14]。
- 8月 参与了2008年北京奥运会开、闭幕式的表演。此前，汪峰创作或演唱的《我们的梦》和《梦想的光芒》入选奥运金曲，还参与了迎奥运歌曲《北京欢迎你》的录制，与群星合作并参加奥运倒计时100天晚会等各种奥运活动。

2009年
- 7月28日 发布新专辑《信仰在空中飘扬》。这张原定于7月31日发行的专辑，因为日前突然在网上出现非法下载，唱片公司决定将该专辑的上市时间提前。
- 11月19日 第9届全球华语歌曲排行榜上，凭借《信仰在空中飘扬》这张专辑，汪峰一举囊括最佳专辑、最佳制作人、最佳作词以及年度20大金曲四项大奖，展现了他在音乐上最全面的能力，并且开启了下一年度横扫颁奖礼的态势（详见“奖项与荣誉”部分）。

2010年
- 2月5日 中国歌曲排行榜2011年度北京流行音乐典礼上，凭借《信仰在空中飘扬》这张专辑，汪峰又一次囊括最佳专辑、最佳制作人、最佳作曲以及年度20大金曲四项大奖。
- 4月10日 在北京首都体育馆举办个人演唱会。
- 4月11日 荣获第十届音乐风云榜十年最具影响力音乐人物（内地）奖，歌曲《怒放的生命》获得十年内地十大金曲奖。
- 5月15日 荣获第十届华语音乐传媒大奖年度摇滚艺人奖；专辑《信仰在空中飘扬》同时荣获年度国语专辑奖。
- 8月27日 参加在北京举行的“怒放”摇滚英雄演唱会。11月13日 又参加上海站的演出。以自己的积极参与和其他摇滚同行们一行为中国摇滚音乐而努力。
- 12月31日 参加东方卫视跨年晚会直播演出。

2011年
- 3月22日 汪峰发布单曲《像梦一样自由》。
- 3月26日 汪峰“春天里——信仰2011演唱会”在上海大舞台上演。在演唱会上，汪峰也响应“地球一小时”熄灯活动号召，演出现场关灯三十秒。由此，拉开了“信仰2011”巡回演唱会的序幕，继续在北京、鄂尔多斯、成都、深圳举办相关巡演，详情参见演唱会列表。
- 4月11日 汪峰创作的歌曲《石头在歌唱》荣获第十一届音乐风云榜"最佳歌曲"奖。
- 5月25日 汪峰以个人身份加入新经纪公司北京丰华秋实文化传媒有限公司。
- 6月11日 “荒岛音乐会”汪峰专场在深圳华侨城举行。
- 7月10日 荣获第十一届华语音乐传媒大奖"百家传媒年度最受瞩目音乐人"奖。
- 7月30日 在当天的张北草原音乐节的演出上，汪峰带领全场5万观众为“723动车”事故的遇难同胞默哀，并以自己创作的《当我想你的时候》来为遇难者祈福。这是整个三天的音乐节活动中，唯一对事故公开表达哀思的音乐人或乐队，展现了一种人文关怀的心灵。
- 10月17日 汪峰通过个人微博正式首发了双张新专辑的第一首单曲《存在》。随后在11月7日同时推出《爸爸》和《向阳花》这两首与亲情有关的歌曲，共同作为新专辑第二波主打歌曲。11月16日，汪峰个人第九张专辑《生无所求》正式公布，28日在北京世纪剧院举行了新专辑《生无所求》的首唱会。
- 12月10日 汪峰在北京万事达中心举办了生无所求Life Asks For Nothing演唱会。
- 12月31日 参加东方卫视跨年晚会直播演出；此前还参加浙江卫视跨年晚会的录制。

2012年
- 1月2日 汪峰登陆梅赛德斯－奔驰文化中心举办生无所求Life Asks For Nothing上海演唱会。
- 3月12日 汪峰新专辑主打歌曲《向阳花》的正式版发布。
- 4月8日 荣获第十二届音乐风云榜最佳男歌手奖
- 6月30日 荣获第十二届华语音乐传媒大奖最佳男歌手奖；专辑《生无所求》同时荣获年度国语专辑奖。
- 9月2日 汪峰2012“存在”北京演唱会在工人体育场唱响，由此汪峰成为第一个在此场馆举办个人演唱会的大陆男歌手。
- 12月8日 参与在深圳湾体育场举行的“怒放——摇滚英雄演唱会”的演出。
- 12月31日 参加广东卫视跨年晚会直播演出；此前还参加深圳卫视跨年晚会的录制。

2013年
- 2月9日 汪峰在蛇年央视春晚献唱《我爱你中国》，成为出现在春晚的第一位内地摇滚歌手。25日，又在蛇年央视元宵晚会献唱《光明》。此外，他还参加了天津卫视、北京卫视和江苏卫视的春晚录制。
- 4月13日 汪峰“存在”全国超级巡演从天津开始，12月28日在南宁结束本年度的15场大场馆演出（详情参见个人演唱会部分）。
- 4月14日 荣获第十三届音乐风云榜最具影响力歌手奖。
- 9月26日 获得第十三届华语音乐传媒大奖百家传媒年度最受瞩目艺人和年度最受瞩目音乐人两项大奖。
- 11月9日 2013年“存在”超级巡演“途观之夜”上海站在上海八万人体育场举行。
- 11月13日 中午12点汪峰在微博发布了新专辑的第一主打《生来彷徨》。12月2日，发布全新双张专辑《生来彷徨》。
- 12月31日 参加广东卫视跨年晚会直播演出。

2014年
- 6月8日 汪峰“峰暴来临”全国超级巡演从苏州开始,历时两年，于2015年11月9日在澳大利亚悉尼结束，共计31场大场馆演出（详情参见个人演唱会部分）。
- 6月28日 又一次参加“怒放——摇滚英雄演唱会”的活动，在上海八万人体育场举行的上海站压轴演出。
- 8月2日 2013年“峰暴来临”超级巡演北京站在北京鸟巢国家体育场举行，十万人的场馆座无虚席，这使得汪峰成为第一个在鸟巢举办个人演唱会的大陆歌手[15][16][17]。这场演唱会票房高达2500万元，同时还大胆尝试了网上付费直播，成为华语歌手O2O线上付费演唱会的第一人[18]。这场演唱会创造了诸多历史，数据具有参考意义[19]。
- 12月 为电影《狼图腾》创作并演唱主题曲《沧浪之歌》。
- 12月30日 汪峰北京鸟巢演唱会+乐视LIVE获得第十五届华语音乐传媒大奖最佳企划创意奖。
- 12月31日 参加湖南卫视跨年晚会直播演出。

2015年
- 2月 发布电影《狼图腾》英文版主题曲《Song Of Redemption》。
- 4月16日 荣获第19届全球华语榜中榜暨亚洲影响力大典（前身：全球华语音乐榜中榜）“亚洲影响力最佳演唱会”、“内地最佳男歌手”两座重量级奖项[20]。
- 6月 通过对我国现场音乐市场进行调研分析，道略音乐产业研究中心完成了《2015年中国现场音乐产业报告》。其中，《演唱会年报七：大陆歌手票房4亿，近50%增量由汪峰带动》[21]中提到"2014年，汪峰演唱会票房高达1.39亿元，在个唱歌手中排名第二。是近年来大陆歌手取得的最好成绩。""汪峰演唱会规模持续扩大，票房增长占市场增量的47%。2014年汪峰个人巡回演唱会场次没有增加，但是个唱的规模在持续增大。尤其是重庆、长沙、沈阳、太原、北京这5站的出票座位数都高于4万个（出票座位数=场馆座位数-遮挡区域座位数）。据道略统计推算，2014年汪峰演唱会总观众人数达34万人，较2013年增加了近1倍。票房增涨6410万元，占到市场增量的47%。"
- 6月 歌曲《勇敢的心》被选作全球首部3D西游动画电影《西游记之大圣归来》插曲。 12月 又授权自己的原创歌曲《东北偏北》作为同名电影的主题曲。
- 8月6日 发布2015年新专辑的第一首主打歌《流年啊你奈我何》，此后，接连在8月26日发布《无处安放》、9月15日发布《你走你的路》、10月9日发布《谢谢》以及10月27日发布《满》。
- 11月5日和7日 分别在澳大利亚墨尔本和悉尼举办个人巡回演唱会，成为中国摇滚走出国门举办个人演唱会的第一人。这两站是“峰暴来临”超级巡演的一部分，详情请参见个人演唱会部分。
- 11月18日 发布全新专辑《河流》及同名主打。

2016年
- 2月 授权新专辑《河流》中的歌曲《谢谢》作为电影《奔爱》主题曲。
- 4月28日 荣获首届“Hello Future-GMICX年度盛典”的2016互联网时代最具影响力歌手[22]。

2017年
- 9月9日，汪峰2017“岁月”超级巡回演唱会从北京鸟巢出发，本年内历经长沙、深圳和厦门站，北京站是第二次登上鸟巢，也是第一个在鸟巢二度举办个人演唱会的大陆歌手。道略音乐产业为此发表文章称“2014年明星个人演唱会票房十强里，内地歌手只有汪峰。2015年也同样如此。而且两年的票房都在亿元以上。连续两年票房过亿的汪峰开启了大陆歌手亿元票房的时代，然而他是寂寞的。2016年内地没有出现票房过亿的个唱歌手。而汪峰也只是一枝独秀。”“从演唱会的数量和票房来说，汪峰是唯一能比肩港台一线歌手的人。”[23]
- 12月8日，汪峰的第12张原创专辑《果岭里29号》以数字专辑和CD实体的形式正式发行，这是继《花火》专辑后相隔17年汪峰再一次自己编曲的原创专辑。其中的《那年我五岁》、《简单的歌》和《没时间干》分别在10月12日、11月1日和11月15日提前释出。
- 12月31日 参加湖南卫视跨年晚会直播演出。

2018年
- 3月 汪峰长期合作的演出商罗盘文化掌舵人薛利平猝然去世，汪峰发文悼念。5月26日，岁月巡演因为演出商的变故随着杭州站的结束而提前结束。11月3日，重新调整规划的新巡演“就这样”从广州开启，并首次挑战摇滚四面台。
- 6月6日 发行《河流》限量版黄金CD，成为华语乐坛首位发行黄金CD的歌手，以及贵金属行业与音乐文化行业跨界第一人。7月，又发行了《果岭里29号》黑胶唱片，这也是汪峰的第一张黑胶唱片。
- 12月28日 参加北京卫视跨年晚会的录制。

2019年
- 8月3日 举办“就这样”澳门站个人演唱会。这是因长期合作的演出商罗盘文化掌舵人薛利平猝然去世而在2018年下半年重新规划调整的“就这样”巡演的最后一站，整个巡演从2018年11月3日开始，一共举办9场四面台演唱会。

2020年
- 4月20日 “因为某些特殊的无法解释的原因”而推迟的2019年已制作完成的新专辑正式发行，专辑取名《2020》。新专辑中的《灿烂的你》、《脏歌》和《两只鸟一列火车和雨的交响曲》分别于2019年5月28日、7月10日和12月18日提前释出。
- 9月8日 汪峰应邀以“超级大乐迷”的身份参加《乐队的夏天》第二季总决赛的录制，并且有始有终地在微博完成了第二季场外乐评，以其认真、专业、中肯赢得好评。在总决赛最后的大彩蛋中，汪峰更是携鲍家街43号乐队的老成员龙隆、杜咏、单晓帆、王磊、赵牧阳一起演绎了他们的经典作品《晚安 北京》。节目在10月10日晚播出后，鲍家街43号重聚乐夏舞台一事成为有生之年所见之事，引起轰动和感动。

2021年
- 1月31日 汪峰全网发布与张艺兴、GAI周延合作的单曲《没有人在乎》以及相关MV。事隔20多年后，又一次挑战摇滚说唱，不断求新求破，不固步自封。
- 4月20日 汪峰“UNFOLLOW”巡回演唱会正式开启，多城体育场让一切声音回落至舞台。减少关注，是一种生活态度；不随世间万象困扰，有自己的坚持。7月3日首场苏州站圆满举办，这也是新冠疫情爆发以来在中国大陆重开的第一个体育场级别的大型个人演唱会。

2022年
- 1月7日 汪峰全网发布新歌《Lucky》，以蓝调布鲁斯与摇滚结合的方式呈现，电音的方式制作完成。
- 4月18日，发布新歌《飞鸟》。
- 8月24日，发布新专辑《也许我可以无视死亡》。

#### 2023年
- 12月8日，Live概念集《拾叁》开始发布曲目，每周1首，至次年3月15日完毕，收录共13首旧作的重新演唱版。

#### 2024年
- 5月17日，发布单曲《向天空招手的人》，作为电影《彷徨之刃》插曲。

#### 2025年
- 1月9日，正式发布新专辑《人海》。

### 其他经历与事业
- 2005年7月18日 汪峰前华纳老板许晓峰“创盟音乐”的支持下成立了属于自己的独立厂牌“峰声音乐”，并作为该厂牌的制作总监挖掘、培养和扶持新人。目前旗下已签约母公司一支国内优秀原创乐队水晶湖乐队。
- 2008年7月21日 作为奥运火炬手在青岛参与2008年奥运圣火传递。
- 2015年3月26日 汪峰应邀出席博鳌论坛青年领袖圆桌会议，并作主题演讲[24][25]。
- 2015年10月20日 中国耳机行业有史以来最大规模的发布会——与声俱来•fiil耳机品牌暨新品发布会，在北京751D•PARK举行。汪峰华丽跨界，以品牌创始人的身份全程主讲[26][27]。2016年上半年fiil耳机分别与乐视和优酷等展开合作，汪峰分别与乐视集团董事长兼CEO贾跃亭、合一集团董事长古永锵一起出席了相关活动。2016年8月9日，fiil新产品Diva发布会在北京中国铁道博物馆举行，汪峰担任主讲人。发布会后在京东众筹展开的Diva众筹活动中创造了中国耳机行业众筹记录。
- 2016年2月29日 推出互联网音乐平台iwini的第一个子平台imixdio[28]。播客平台imixdio采访并宣传了郑钧、李志、李健、老狼、马条、李荣浩、赵雷、帕尔哈提、邓紫棋等诸多华语原创音乐人，汪峰客串DJ。中国好声音和中国新歌声的导师周杰伦、那英和庾澄庆也在节目中与汪峰一起聊音乐。这个节目为推动华语原创音乐而努力，深受好评。
- 2016年4月28日，GMIC2016全球移动互联网大会在京举行。fiil耳机董事长兼产品经理汪C峰受邀出席领袖峰会，并发表了题为《一个音乐人的四次非典型跨界》的主题演讲，还原了一个摇滚音乐人出身的产品经理，与他的fiil耳机的创业故事[29]。
- 2016年10月，碎乐App[30]音乐平台上线公测。并以两场轰动的演讲《不能饿死音乐》[31]和《我心中的音乐天堂》[32]表达了对中国原创音乐现状的反思和行动，引起中国音乐圈，尤其是原创音乐圈的共鸣。碎乐App是一款有互联网思维有使命感的原创音乐平台，为原创音乐人和普通用户间搭起了良好的桥梁。除了沟通和分享之外，更重要的是，音乐人们可以通过这个平台依靠自己点点滴滴的各种音乐创意或产品，获得相对合理的酬劳收益。2018年8月7日，碎乐平台升级，并更名为“菠萝”。
- 2017年3月 汪峰以碎乐创始人兼董事长的身份，再次受邀出席博鳌亚洲论坛2017年年会。24日下午参加了《创意经济：从文明古国到文创强国》分论坛的讨论并发言。晚上作为碎乐独立主题论坛《文化之夜主题沙龙：文化传承与艺术创新》的主嘉宾与来宾们一起交流分享。26日晚，汪峰以本届博鳌亚洲论坛闭幕晚宴的唯一合作伙伴“碎乐”董事长的身份，晚宴上发表闭幕讲话，并和博鳌亚洲论坛秘书长周文重一起为本次闭幕晚宴致祝酒词，为2017年博鳌亚洲论坛的胜利举行，一同举杯。

## 个人生活

### 感情
2024年5月20日，汪峰发文承认与李巧(森林北)恋情，称两人认识是在他离婚两个月后，认识四个月后开始交往。

## 争议事件
- 2010年10月，汪峰的作品《春天里》被草根組合「旭日陽剛」翻唱，並被上載至视频網站而走红，後來「旭日陽剛」更被邀請在2011年中央電視台春節聯歡晚會表演。走红后的旭日阳刚组合无视音乐版权在多次商演中未经许可擅自翻唱且唯一针对性地只翻唱汪峰的多首作品，获取高额利益。协商无效后，汪峰做出了禁止旭日阳刚组合在商业性演出中继续翻唱其作品的决定。此决定一出，舆论争议，赞者指其打响内地音乐版权保护的第一炮，提高了中國音乐人版权意识，具有划时代意义；批者认为旭日阳刚“唱红”了《春天里》，扩大了汪峰知名度，汪峰却在打压草根。为此，汪峰于2011年2月11日发表长篇博客《关于〈春天里〉不得不说的故事》[33]，解释事件的来龙去脉并表明自己的态度。
- 2011年汪峰给非婚生女儿上户口，按照国家政策规定联络孩子母亲葛荟婕一起做亲子鉴定，被葛误解而遭其攻击。后葛荟婕在媒体公开向汪峰道歉[34][35]。
- 2015年4月14日，汪峰参加了在南京五台山体育馆举行的“2015中国（江苏）扑克锦标赛暨APPT CHINA南京站”比赛首日的慈善表演赛。该比赛后三日因涉嫌赌博，被公安机关叫停并调查，汪峰本人并未参加后三日赛事，也未在警方调查以及检方起诉范围之内[36][37][38]。
- 2015年6月，因为汪峰工作室在评价第三方机构有关2014年大陆演唱会市场报告《演唱会年报七：大陆歌手票房4亿，近50%增量由汪峰带动》[21]时，对汪峰演唱会票房在大陆歌手票房的份额中使用了“半壁江山”的比喻而被媒体大肆报道，部分媒体、机构和个人更有意无意歪曲成“华语乐坛的半壁江山”，引来对汪峰的极大争议。
- 2016年2月16日，因为妻子章子怡无辜被前女友葛荟婕攻击谩骂，汪峰在微博发表给葛荟婕的公开信《留给孩子一些美好 留给自己一点尊严》[39]。
- 2013年中以来，有关汪峰私生活的传闻不断，有些甚至以段子的形式病毒式传播。2016年2月，有歌迷发表文章[40]反驳有关传闻，汪峰工作室分别在新浪微博和微信公众号[41]上转发该文章。2016年4月，有旅居海外的媒体人通过对新闻信息的检索、挖掘、分析和总结并撰文，对汪峰私生活传闻进行了质疑和批驳，提醒不要被无良媒体的谎言误导[42][43]。

## 个人演唱会

### 个人演唱会
出道以来，汪峰已举办过逾百场个人演唱会，其中大型演唱会80场（42场体育场，38场室内场）。
- 汪峰是第一个在北京工人体育场开个人演唱会的内地歌手；
- 汪峰是第一个在鸟巢开个人演唱会的内地男歌手；第一个在鸟巢两度举办个人演唱会的内地歌手；
- 汪峰是第一个演唱会年票房总额超过亿元的内地歌手；并且在2013[44]、2014、2015连续三年进入亿元票房俱乐部；
- 汪峰在2014年和2015年分别以第2和第5名的成绩，进入中国音乐市场年度个人演唱会票房前十，并且是前十中唯一的内地歌手。2016年他休息未开演唱会，2017年他位列第8，位列内地歌手第一位。

汪峰早年举办的小型演唱会、合作专场演唱会、歌友会等资料，因年代久远不易收集，数量繁多且不全面不完整，此处暂不收录；这部分资料可参见汪峰歌迷的统计。以下是大型演唱会记录：
| 年份   | 日期     | 地点                                      | 演唱会                                          |
| ------ | -------- | ----------------------------------------- | ----------------------------------------------- |
| 2004年 | 9月17日  | 北京展览馆剧场                            | “飞得更高”演唱会                                |
| 2005年 | 12月31日 | 深圳体育馆                                | “飞得更高”新年演唱会                            |
| 2006年 | 8月19日  | 北京星光现场音乐厅                        | “巅峰时刻”演唱会                                |
| 2007年 | 7月1日   | 北京星光现场音乐厅                        | 汪峰《勇敢的心》专辑首唱会                      |
| 2008年 | 1月19日  | 北京工人体育馆                            | 汪峰“2008北京北京”演唱会                        |
| 2009年 | 8月16日  | 北京星光现场音乐厅                        | 汪峰《信仰在空中飘扬》专辑首唱会                |
| 2009年 | 9月13日  | 云南大剧院                                | 红牛不插电演唱会—2009汪峰不插电昆明演唱会       |
| 2009年 | 12月24日 | 深圳音乐厅                                | “飞得更高”—2009汪峰不插电深圳演唱会             |
| 2010年 | 4月10日  | 北京首都体育馆                            | 汪峰“信仰2010”演唱会                            |
| 2011年 | 3月26日  | 上海大舞台                                | 汪峰“信仰2011”上海演唱会                        |
| 2011年 | 4月16日  | 北京国家奥林匹克体育中心体育馆            | 汪峰“信仰2011”北京演唱会                        |
| 2011年 | 6月11日  | 深圳华侨城华夏艺术中心                    | 荒岛音乐会汪峰专场                              |
| 2011年 | 11月5日  | 鄂尔多斯铁西全民健身中心                  | “信仰2011”汪峰全国巡回演唱会鄂尔多斯站          |
| 2011年 | 11月19日 | 四川省体育馆                              | “信仰2011”汪峰全国巡回演唱会成都站              |
| 2011年 | 11月28日 | 北京世纪剧院                              | 汪峰《生无所求》专辑首唱会                      |
| 2011年 | 12月3日  | 深圳湾体育中心体育馆                      | “信仰2011”汪峰全国巡回演唱会深圳站              |
| 2011年 | 12月10日 | 北京万事达中心（原五棵松体育馆）          | 汪峰“生无所求Life Asks For Nothing”演唱会       |
| 2012年 | 1月2日   | 上海梅赛德斯－奔驰文化中心                | 汪峰“生无所求Life Asks For Nothing”演唱会上海站 |
| 2012年 | 9月2日   | 北京工人体育场                            | 汪峰“存在”北京演唱会                            |
| 2013年 | 4月13日  | 天津体育馆                                | 汪峰“存在”全国超级巡演天津站                    |
| 2013年 | 4月19日  | 武汉光谷体育馆                            | 汪峰“存在”全国超级巡演武汉站                    |
| 2013年 | 4月30日  | 杭州黄龙体育馆                            | 汪峰“存在”全国超级巡演杭州站                    |
| 2013年 | 5月11日  | 广州体育馆                                | 汪峰“存在”全国超级巡演广州站                    |
| 2013年 | 5月18日  | 陕西省体育场                              | 汪峰“存在”全国超级巡演西安站                    |
| 2013年 | 5月25日  | 福建省体育馆                              | 汪峰“存在”全国超级巡演福州站                    |
| 2013年 | 6月9日   | 郑州国际会展中心                          | 汪峰“存在”全国超级巡演郑州站                    |
| 2013年 | 6月15日  | 深圳湾体育中心体育场                      | 汪峰“存在”全国超级巡演深圳站                    |
| 2013年 | 10月19日 | 成都体育中心体育场                        | 汪峰“存在”全国超级巡演成都站                    |
| 2013年 | 10月26日 | 合肥体育中心体育场                        | 汪峰“存在”全国超级巡演合肥站                    |
| 2013年 | 11月9日  | 上海八万人体育场                          | 汪峰“存在”全国超级巡演上海站                    |
| 2013年 | 12月7日  | 山西省体育馆                              | 汪峰“存在”全国超级巡演太原站                    |
| 2013年 | 12月14日 | 珠海体育中心体育场                        | 汪峰“存在”全国超级巡演珠海站                    |
| 2013年 | 12月21日 | 南京奥体中心体育馆                        | 汪峰“存在”全国超级巡演南京站                    |
| 2013年 | 12月28日 | 广西壮族自治区体育场                      | 汪峰“存在”全国超级巡演南宁站                    |
| 2014年 | 6月8日   | 苏州体育场                                | 汪峰“峰暴来临”超级巡演苏州站                    |
| 2014年 | 6月14日  | 包头体育中心体育场                        | 汪峰“峰暴来临”超级巡演包头站                    |
| 2014年 | 6月21日  | 大连体育场                                | 汪峰“峰暴来临”超级巡演大连站                    |
| 2014年 | 7月12日  | 沈阳体育场                                | 汪峰“峰暴来临”超级巡演沈阳站                    |
| 2014年 | 8月2日   | 北京鸟巢国家体育场 + 乐视网络直播         | 汪峰“峰暴来临”超级巡演北京站                    |
| 2014年 | 9月30日  | 杭州黄龙体育中心体育场                    | 汪峰“峰暴来临”超级巡演杭州站                    |
| 2014年 | 10月11日 | 太原体育场                                | 汪峰“峰暴来临”超级巡演太原站                    |
| 2014年 | 10月18日 | 武汉体育场                                | 汪峰“峰暴来临”超级巡演武汉站                    |
| 2014年 | 10月25日 | 四川绵阳                                  | 汪峰“峰暴来临”超级巡演绵阳站                    |
| 2014年 | 11月1日  | 重庆体育场                                | 汪峰“峰暴来临”超级巡演重庆站                    |
| 2014年 | 11月8日  | 徐州体育中心体育场                        | 汪峰“峰暴来临”超级巡演徐州站                    |
| 2014年 | 11月15日 | 长沙体育场                                | 汪峰“峰暴来临”超级巡演长沙站                    |
| 2014年 | 11月22日 | 宜昌体育场                                | 汪峰“峰暴来临”超级巡演宜昌站                    |
| 2014年 | 12月6日  | 厦门体育中心体育场                        | 汪峰“峰暴来临”超级巡演厦门站                    |
| 2015年 | 4月30日  | 石家庄裕彤国际体育中心体育场              | 汪峰“峰暴来临”超级巡演石家庄站                  |
| 2015年 | 5月9日   | 深圳湾体育中心春茧体育场                  | 汪峰“峰暴来临”超级巡演深圳站                    |
| 2015年 | 5月16日  | 天津奥林匹克中心体育场（水滴）            | 汪峰“峰暴来临”超级巡演天津站                    |
| 2015年 | 5月30日  | 贵阳奥林匹克体育中心体育场                | 汪峰“峰暴来临”超级巡演贵阳站                    |
| 2015年 | 6月13日  | 广州天河体育场                            | 汪峰“峰暴来临”超级巡演广州站                    |
| 2015年 | 6月20日  | 郑州体育中心体育场                        | 汪峰“峰暴来临”超级巡演郑州站                    |
| 2015年 | 6月27日  | 陕西省体育场                              | 汪峰“峰暴来临”超级巡演西安站                    |
| 2015年 | 7月4日   | 南京奥体中心体育场                        | 汪峰“峰暴来临”超级巡演南京站                    |
| 2015年 | 7月18日  | 成都体育中心体育场                        | 汪峰“峰暴来临”超级巡演成都站                    |
| 2015年 | 7月25日  | 济南奥体中心体育场                        | 汪峰“峰暴来临”超级巡演济南站                    |
| 2015年 | 8月1日   | 常州奥体中心体育场                        | 汪峰“峰暴来临”超级巡演常州站                    |
| 2015年 | 8月15日  | 南昌国际体育中心体育场                    | 汪峰“峰暴来临”超级巡演南昌站                    |
| 2015年 | 9月12日  | 昆明新亚洲体育场                          | 汪峰“峰暴来临”超级巡演昆明站                    |
| 2015年 | 9月19日  | 哈尔滨会展中心体育场                      | 汪峰“峰暴来临”超级巡演哈尔滨站                  |
| 2015年 | 9月26日  | 上海八万人体育场                          | 汪峰“峰暴来临”超级巡演上海站                    |
| 2015年 | 11月5日  | 墨尔本Hisense Arena                       | 汪峰“峰暴来临”超级巡演墨尔本站                  |
| 2015年 | 11月7日  | 悉尼Qantas Credit Union Arena             | 汪峰“峰暴来临”超级巡演悉尼站                    |
| 2017年 | 9月9日   | 北京鸟巢国家体育场 + 爱奇艺网络直播       | 汪峰“岁月”超级巡演北京站                        |
| 2017年 | 9月23日  | 长沙贺龙体育场                            | 汪峰“岁月”超级巡演长沙站                        |
| 2017年 | 12月9日  | 深圳湾体育中心春茧体育场 + 爱奇艺网络直播 | 汪峰“岁月”超级巡演深圳站                        |
| 2017年 | 12月16日 | 厦门体育中心体育场                        | 汪峰“岁月”超级巡演厦门站                        |
| 2018年 | 5月26日  | 杭州黄龙体育中心体育场                    | 汪峰“岁月”超级巡演杭州站                        |
| 2018年 | 11月3日  | 广州宝能体育演艺中心                      | 汪峰“就这样”超级巡演广州站                      |
| 2018年 | 11月17日 | 济南奥体中心东荷体育馆                    | 汪峰“就这样”超级巡演济南站                      |
| 2018年 | 12月15日 | 重庆国际博览中心                          | 汪峰“就这样”超级巡演重庆站                      |
| 2019年 | 1月12日  | 南京奥体中心体育馆                        | 汪峰“就这样”超级巡演南京站                      |
| 2019年 | 5月11日  | 深圳华润深圳湾体育中心                    | 汪峰“就这样”超级巡演深圳站                      |
| 2019年 | 5月25日  | 上海梅赛德斯奔驰文化中心                  | 汪峰“就这样”超级巡演上海站                      |
| 2019年 | 6月15日  | 北京凯迪拉克中心                          | 汪峰“就这样”超级巡演北京站                      |
| 2019年 | 7月6日   | 武汉光谷國際網球中心                      | 汪峰“就这样”超级巡演武漢站                      |
| 2019年 | 8月3日   | 金光综艺馆                                | 汪峰“就这样”超级巡演澳门站                      |
| 2021年 | 7月3日   | 苏州奥林匹克体育中心体育场                | 汪峰“UNFOLLOW”巡回演唱会苏州站                  |
| 2023年 | 4月15日  | 洛阳新区体育场                            | 汪峰“UNFOLLOW”巡回演唱会洛阳站                  |
| 2023年 | 4月30日  | 长沙贺龙体育场                            | 汪峰“UNFOLLOW”巡回演唱会长沙站                  |
| 2023年 | 5月13日  | 深圳湾体育中心“春茧”体育场                | 汪峰“UNFOLLOW”巡回演唱会深圳站                  |
| 2023年 | 5月27日  | 泰州体育公园体育场                        | 汪峰“UNFOLLOW”巡回演唱会泰州站                  |
| 2023年 | 6月10日  | 呼和浩特体育场                            | 汪峰“UNFOLLOW”巡回演唱会呼和浩特站              |
| 2023年 | 7月8日   | 上海虹口足球场                            | 汪峰“UNFOLLOW”巡回演唱会上海站                  |
| 2024年 | 6月8日   | 成都东区超级音乐现场                      | 汪峰「灿烂的你」成都限定专场                    |
| 2024年 | 8月17日  | 北京华熙LIVE·五棵松                       | 汪峰「灿烂的你」巡回演唱会北京站                |
| 2024年 | 8月24日  | 浦发银行东方体育中心                      | 汪峰「灿烂的你」巡回演唱会上海站                |
| 2024年 | 8月31日  | 成都凤凰山体育公园综合体育馆              | 汪峰「灿烂的你」巡回演唱会成都站                |
| 2024年 | 10月2日  | 山西体育中心体育馆                        | 汪峰「灿烂的你」巡回演唱会太原站                |
| 2024年 | 10月12日 | 杭州奥体中心体育馆                        | 汪峰「灿烂的你」巡回演唱会杭州站                |
| 2024年 | 11月9日  | 合肥少荃体育中心体育馆                    | 汪峰「灿烂的你」巡回演唱会合肥站                |

### 他人演唱会嘉宾
- 2008年4月29日 李健的首场个人演唱会“完美坚持—音乐派对”嘉宾，与李健合唱自己的作品《挥挥手》
- 2010年8月1日，2010齐秦西安演唱会嘉宾。
- 2012年7月21日 “罗大佑光阴进行式恋曲2100巡回演唱会”武汉站嘉宾

## 音乐作品
迄今为止，汪峰以乐队及个人的身份共发表了13+1张词曲原创的录音室专辑（包括台湾版《花火》），不计台湾版《花火》中重复或略有不同的歌曲，共计176首词曲原创歌曲。
汪峰有极强的创作能力，除了亲自操刀自己专辑的所有176首歌曲的词曲唱外，还参与编曲、合音、合音编写、吉他、钢琴、键盘、小提琴、编程等工作，担当混音、监制、制作人和出品人，MV导演及出品人等。他还跨刀为他人创作，那英、谭维维等的专辑里均有汪峰创作的歌曲。汪峰也涉足影视话剧配乐，他为获得柏林电影节银熊奖的电影《十七岁的单车》创作了全部电影配乐。据不完全统计，汪峰以专辑或单曲形式发行或发表的词曲原创歌曲已达200以上，作词198余，作曲197余；而未发表的词曲原创歌曲多达700余首。

### 录音室原创音樂專輯
本表所列专辑为汪峰的原创专辑，词曲创作皆出自汪峰之手。另有《鲍家街43号》和《鲍家街43号（2）》两张专辑的详情列在词条鲍家街43号中。

注：1、标识（MV）表示该歌曲拥有由唱片公司、影视制作方或广告方制作的MV。 
| 序号 | 專輯資料 | 曲目 | 备注 |
| ---- | --- | --- | --- |
| 1    | 專輯《花火》 - 發行日期：2000年12月1日 - 歌曲数目：11首 - 专辑介质：CD单碟 - 唱片公司：華納音樂 - 编曲：汪峰                                                     | 曲目 1.早安女士 2.花火(MV) 3.迷鹿 4.東北偏北(MV) 5.美麗世界的孤兒 6.我愛你，生活 7.一切都會流走 8.青春 9.愛的隧道 10.喪失 11.媽媽 | - 2015年 歌曲《东北偏北》 - 电影《东北偏北》主题曲 - 2015年 歌曲《美丽世界的孤儿》 - 电视连续剧《侯天明的梦》主题曲 - 2019年 歌曲《美丽世界的孤儿》 - 电影《雪暴》主题曲                   |
| 1    | 專輯《花火》（台湾版） - 發行日期：2001年7月11日 - 歌曲数目：12首 - 专辑介质：CD单碟+VCD - 唱片公司：華納音樂                                                    | 曲目 1.早安女士 2.花火(MV) 3.愛的隧道 4.東北偏北(MV) 5.我愛你中国 6.媽媽 7.風中的玩偶 8.抽乾 9.迷鹿 10.美麗世界的孤兒 11.喪失我的信仰 12.再見二十世紀 | - 本专辑中收录的《我爱你中国》，与2005年发行的《怒放的生命》专辑中的《我爱你中国》不是同一首歌                                                                                             |
| 2    | 專輯《愛是一顆幸福的子彈》 - 發行日期：2002年7月1日 - 歌曲数目：11首 - 专辑介质：CD单碟 - 唱片公司：華納音樂                                                     | 曲目 1.在雨中(MV) 2.窗台 3.我的愛 4.生來孤獨 5.英雄 6.愛是一顆幸福的子彈 7.最後一次我見到你 8.啦啦啦 9.你 10.去無方向 11.再見二十世紀 | - 歌曲《英雄》 - 北京国安足球俱乐部队歌 |
| 3    | 專輯《笑著哭》 - 發行日期：2004年6月29日 - 歌曲数目：10首 - 专辑介质：CD单碟 - 唱片公司：華納音樂                                                                | 曲目 1.彼岸 2.飞得更高 3.笑着哭 4.硬币 5.生命中的一天 6.绽放 7.门开了 8.尘土 9.我在长大 10.十二月的泪 | - 歌曲《飞得更高》 - 电视连续剧《道可道》片尾曲 |
| 4    | 专辑《怒放的生命》 - 發行日期：2005年12月28日 - 歌曲数目：11首 - 专辑介质：CD单碟 - 唱片公司：創盟音乐                                                           | 曲目 1.為了讓生活繼續 2.怒放的生命(MV) 3.恆星 4.長安街上 5.像個孩子 6.雪鍾花 7.旅途 8.碎夢 9.時光倒流 10.我們的夢(MV) 11.我愛你中國 | - 歌曲《为了让生活继续》 - 电视连续剧《五星大饭店》插曲 - 歌曲《我们的梦》 - 2008年被选为北京奥运十大金曲；2016年又被中国国家女子足球队选为队歌                                            |
| 5    | 专辑《勇敢的心》 - 發行日期：2007年6月26日 - 歌曲数目：11首 - 专辑介质：CD单碟 - 唱片公司：大國文化                                                              | 曲目 1.哭泣的拳頭(MV) 2.勇敢的心(MV) 3.眩暈 4.覺醒 5.無名之輩 6.揮揮手(MV) 7.我的路 8.邊走邊唱 9.空的發狂 10.我如此愛你 11.北京北京(MV) | - 歌曲《北京北京》 - 电视连续剧《北京爱情故事》插曲 - 歌曲《勇敢的心》 - 2015年3D动画电影《西游记之大圣归来》插曲 - 歌曲《勇敢的心》 - 2012年探路者品牌广告主题曲                          |
| 6    | 专辑《信仰在空中飄揚》 - 發行日期：2009年7月25日 - 歌曲数目：14首 - 专辑介质：CD单碟 - 唱片公司：大國文化                                                        | 曲目 1.名利場 2.春天裡(MV) 3.光明(MV) 4.當我想你的時候(MV) 5.空空如也 6.有意思嗎 7.蹩腳的愛情 8.母親 9.破碎的歌謠 10.如果風不再吹 11.你是我心愛的姑娘 12.無主之城 13.信仰在空中飄揚(MV) 14.再見青春 | - 歌曲《再见青春》 - 电视连续剧《北京爱情故事》插曲 - 歌曲《光明》 - 电视连续剧《向着炮火前进》主题曲                                                                                      |
| 7    | 专辑《生無所求》 - 發行日期：2011年11月16日 - 歌曲数目：26首 - 专辑介质：CD双碟 - 唱片公司：丰華秋實                                                             | 曲目 1.上千個黎明 2.存在(MV) 3.多麼完美的生活 4.向陽花(MV) 5.來不及了 6.不能停止的哭泣 7.等待 8.愛你的方式 9.改變 10.恩賜之地 11.一百萬噸的信念 12.不經意間(MV) 13.再見蒲公英 14.讓我們在一起 15.大橋上 16.流浪 17.爸爸 18.你不知道 19.寶貝沒什麼 20.地心(MV) 21.抵押靈魂 22.我們的愛情 23.有些事我們永遠無法左右 24.一瞬間 25.不能接受的事實 26.雨天的回憶 | - 歌曲《存在》 - 电视连续剧《北京青年》主题曲 - 歌曲《向阳花》 - 电影《大追捕》主题曲 - 歌曲《地心》 - 电视连续剧《北京爱情故事》片尾曲 - 歌曲《不经意间》 - 2011年搜狐视频7电影计划主题曲 |
| 8    | 专辑《生來彷徨》 - 發行日期：2013年12月2日 - 歌曲数目：19首 - 专辑介质：CD双碟 - 唱片公司：丰华秋实                                                              | 曲目 1.一起搖擺 2.生來彷徨 3.不羈的生命 4.想念真好 5.貧瘠之歌 6.高地 7.寂寞列車 8.薄霧 9.請把我在路上叫醒 10.城市之光 11.有什麼意義 12.謊言之軀 13.加德滿都的風鈴(MV) 14.邊界 15.春芽 16.這樣的孤單 17.這感覺怎麼樣 18.泡沫人生的迷惑 19.無家可歸的人 | - 歌曲《加德满都的风铃》 - 2014年大众途观轿车广告主题曲 |
| 9    | 专辑 《河流》 - 發行日期：2015年11月18日 - 歌曲数目：13首 - 专辑介质：CD单碟+限量版黄金CD - 唱片公司：碧峰怡竹                                                   | 曲目 1. 满 2. 流年啊 你奈我何 3. 河流 4. 无处安放 5. 你走你的路 6. 谢谢 7. 为什么不再快乐点 8. 现在或永不 9. 闪亮的日子 10. 我爱你 11. 不合时宜 12. 誓言 13. 亲爱的 今夜你在哪里 | - 歌曲《谢谢》 - 电影《奔爱》主题曲 |
| 10   | 专辑 《果岭里29号》 - 發行日期：2017年12月8日 - 歌曲数目：11首(CD实体），12首（数字专辑） - 专辑介质：CD单碟+数字专辑+黑胶唱片 - 唱片公司：时代峰景 - 编曲：汪峰 | 曲目 1. 时代的标记 2. 寂静的午后 3. 没时间干 4. 在与不在 5. 简单的歌 6. 来自外行星的电子 7. 你觉得这一切会发生吗 8. 好姑娘（数字专辑专有） 9. 尘埃 10. 尊严不重要 11. 紫罗兰发带 12. 那年我五岁(MV) | |
| 11   | 专辑 《2020》 - 發行日期：2020年4月20日 - 歌曲数目：13首 - 专辑介质：CD单碟+数字专辑 - 唱片公司：With Faith                                                      | 曲目 1. 二手灵魂 2. 没有什么事那么糟糕 3. 灿烂的你 4. 脏歌 5. 坏掉 6. 往昔的野草 7. 易忘之茧 8. 从感冒片到钞票 9. 我心依狂 10. 寂寞时你再一次来到我的心灵 11. 没那么容易 12. 就这样 13. 两只鸟一列火车和雨的交响曲 | |
| 12   | 专辑 《也许我可以无视死亡》 - 發行日期：2022年8月24日 - 歌曲数目：12首 - 专辑介质：CD单碟+数字专辑 - 唱片公司：With Faith                                        | 曲目 1. 如刀 2. 卑微灵魂的低语 3. 也许我可以无视死亡 4. 飞鸟 5. 我不相信 6. 孤独无法治愈 7. 随便吧 8. 如果你还相信 9. 西班牙箱琴 10. 逃跑 11. 不知道为什么的歌 12. 每个人都在失去 | - 《卑微灵魂的低语》实体CD未收录 |
| 13   | 专辑 《人海》 - 發行日期：2025年1月9日 - 歌曲数目：16首 - 专辑介质：数字专辑 - 唱片公司：With Faith                                                              | 曲目 1. 我真的需要吗 2. 一代人 3. 人海 4. 小美 5. 永不流泪的眼睛 6. 四千公里 7. 我多想变得幸福 8. 海拉尔的风 9. 盛开 10. 回家 11. 没有你的夜晚 12. 我就这样爱着你 13. 救赎的钟声 14. 不知道为什么的歌 15. 孤独而已 16. 迷惘 | |

### 演唱会现场专辑
| 序次 | 专辑名称                                                           | 发布时间      | 唱片公司 | 发行公司   | 介质         | 碟数 |
| ---- | ------------------------------------------------------------------ | ------------- | -------- | ---------- | ------------ | ---- |
| 1    | 2004年Live in Beijing飞得更高演唱会现场专辑                        | 2005年2月22日 | 华纳唱片 |            | CD、VCD、DVD | 2    |
| 2    | 2006年Super Live音乐现场运动(巅峰时刻8.19：北京星光现场演唱会)专辑 | 2008年1月25日 | 创盟音乐 | 亚神文化   | VCD、DVD     | 2    |
| 3    | 2010年首体信仰演唱会现场专辑                                       | 2010年        | 大国文化 | 星文文化   | DVD          | 2    |
| 4    | 2011年生无所求北京演唱会现场专辑                                   | 2012年9月1日  | 丰华秋实 | 星外星唱片 | DVD          | 1    |
| 5    | 2013年存在·超级巡回上海演唱会现场专辑                              | 2015年2月3日  | 丰华秋实 | 星外星唱片 | DVD          | 1    |

### 影视配乐及原唱单曲
注：标识（MV）表示该歌曲拥有由唱片公司、影视制作方或广告方制作的MV。
| 序次 | 音乐作品                 | 类别   | 发布时间   | 作词         | 作曲   | 相关影视作品               | 备注 |
| ---- | ------------------------ | ------ | ---------- | ------------ | ------ | -------------------------- | --- |
| 1    | 回忆之前 忘记之后        | 主题曲 | 2001年     | 罗启锐       | 黎允文 | 电影《北京乐与路》         | 获得香港电影金像奖“最佳电影原创歌曲”提名                                                                                |
| 2    | 电影《十七岁的单车》音乐 | 配乐   | 2001年2月  | -            | 汪峰   | 电影《十七岁的单车》       | 该电影在2001年获得第51届柏林电影节银熊奖                                                                                |
| 3    | 忠诚                     | 片尾曲 | 2001年7月  | 韩葆         | 王晓锋 | 电视连续剧《忠诚》         | 收录于《不要和陌生人说话（王晓锋影视音乐作品专辑）》中                                                                  |
| 4    | 重叠                     | 主题曲 | 2001年     | 韩葆         | 王晓锋 | 电视连续剧《紧急追捕》     | 收录于《不要和陌生人说话（王晓锋影视音乐作品专辑）》中                                                                  |
| 5    | 幻醒                     | 主题曲 | 2001年     | 韩葆         | 王晓锋 | 电视连续剧《如影随形》     | 收录于《不要和陌生人说话（王晓锋影视音乐作品专辑）》中                                                                  |
| 6    | 电视连续剧《黄金时代》   | 配乐   | 2003年10月 | -            | 汪峰   | 电视连续剧《黄金时代》     | |
| 7    | 琴岛之恋                 | 主题歌 | 2003年10月 | Gary & Jenny | 汪峰   | 电视连续剧《黄金时代》     | |
| 8    | 直到永远                 | 主题歌 | 2003年5月  | 韩葆         | 汪峰   | 电视连续剧《飞刀又见飞刀》 | 同时是央视新闻频道“抗非时期频道”主题曲，汶川地震抗震救灾宣传曲，收录于“我们心在一起:5.12抗震救灾爱心专辑”《生死不离》中 |
| 9    | 沧浪之歌（MV）           | 主题歌 | 2014年12月 | 汪峰         | 黄勇   | 电影《狼图腾》             | |
| 10   | Song Of Redemption       | 主题歌 | 2015年2月  | 汪峰         | 黄勇   | 电影《狼图腾》             | 英文版，歌词翻译：莫大伟                                                                                                |

### 其他原唱单曲
注：标识（MV）表示该歌曲拥有由唱片公司、影视制作方或广告方制作的MV。
| 序次 | 单曲               | 发布或演唱时间 | 作词       | 作曲   | 备注 |
| ---- | ------------------ | -------------- | ---------- | ------ | --- |
| 1    | Just Like Blues    | 1994年         | 汪峰       | 汪峰   | 汪峰在鲍家街43号乐队创作的第一首歌，英文歌，公开演唱过但未正式发行                                       |
| 2    | 风雨交加           | 早期           | 汪峰       | 汪峰   | 未正式发行                                                                                               |
| 3    | 无法看见你         | 2001年8月29日  | 汪峰       | 汪峰   | 未正式发行，在《绝对现场》中歌榜2001年第二季度十大金曲颁奖礼上演唱。歌名可能有差异。                     |
| 4    | 华夏英雄           | 2006年9月      | 小昔米     | 小昔米 | 网络游戏《华夏2》主题曲                                                                                  |
| 5    | 宣言               | 2006年10月     | 汪峰       | 汪峰   | 中央电视台广告招标会主题曲                                                                               |
| 6    | 非凡               | 2006年11月     | 喻江       | 徐向荣 | 北京第二届车展主题曲                                                                                     |
| 7    | 无疆               | 2007年         | 汪峰       | 汪峰   | CS6猎豹广告曲                                                                                            |
| 8    | 风雨同行           | 2007年         | 童年       | 王晓锋 | 奥运公益影视作品，音乐电影《风雨同行》，亦是奥康集团主题曲                                               |
| 9    | 征程               | 2008年         | 纳爱斯集团 | 捞仔   | 纳爱斯集团之歌                                                                                           |
| 10   | 梦想的光芒（MV）   | 2008年4月      | 韩葆       | 王晓锋 | 北京奥运会歌曲；2008年5月4日在奥运圣火传递境内首站传递城市三亚的“圣火耀天涯”庆典晚会上，与莫文蔚合唱此歌 |
| 11   | 永远的感动         | 2008年5月      | 韩葆       | 王晓锋 | 2008年汶川地震赈灾歌曲                                                                                   |
| 12   | 像梦一样自由（MV） | 2011年3月      | 汪峰       | 汪峰   | 上海大众途观广告宣传曲                                                                                   |
| 13   | 爱到零             | 2016年11月3日  | 汪峰       | 汪峰   | 2004年作品，未正式发行；2016年11月3日首次在碎乐平台发布demo版                                            |

### 对唱、合唱
注：标识（MV）表示该歌曲拥有由唱片公司、影视制作方或广告方制作的MV。
| 序次 | 单曲              | 发布时间      | 作词                | 作曲                  | 备注 |
| ---- | ----------------- | ------------- | ------------------- | --------------------- | --- |
| 1    | 礼物              | 2005年5月17日 | 梁芒、栾树          | 栾树                  | 《礼物》最初是2005年为纪念张炬而举摇滚圈众星之力制作的一首歌曲，2016年11月29日重新发布并收录于栾树的专辑《栾树·之礼》中 |
| 2    | 点燃激情 传递梦想 | 2007年4月26日 | 黄小茂              | 鲍比达                | 在2008北京奥运会火炬传递路线计划和火炬发布仪式上，汪峰和郭蓉、张靓颖、孙楠合唱；一年后确定为火炬传递主题歌的正式版本由汪峰、孙燕姿、张靓颖和王力宏演唱；2008年8月6日，奥运火炬北京首日传递的起跑仪式上，汪峰与张靓颖合唱。 |
| 3    | Forever Friends   | 2007年8月8日  | 黄小茂、迈克尔·昆泽 | 乔治·莫罗德尔、孔祥东 | 和陈奕迅、孙悦、容祖儿，“我们邀请世界”2008年北京奥运会倒计时一周年庆典晚会 |
| 4    | We Are Ready      | 2007年8月     | 陈少琪              | 金培达                | 群星合唱2008年北京奥运会倒数一周年的主题曲 |
| 5    | 北京欢迎你        | 2008年        | 林夕                | 小柯                  | 群星合唱2008年北京奥运会倒计时100天的主题曲 |
| 6    | 爱的心愿          | 2008年        | 李小琳              | 赵麟                  | 群星合唱汶川地震赈灾歌曲 |
| 7    | 藤                | 2008年11月    | 小柯                | 小柯                  | 纪念改革开放30周年纪录片《北京记忆》主题曲，演唱者:小柯 汪峰 老狼 沙宝亮 满文军 满江 黄征 |
| 8    | 因为有你          | 2010年7月     | 王宝                | 王宝                  | 抗洪救灾公益歌曲，群星合唱 |
| 9    | 2011，Start here  | 2010年8月12日 | 邹全、蓝海          | 蓝海                  | 深圳全国大运会倒计时一周年仪式上与周笔畅合唱 |
| 10   | 北京祝福你        | 2012年7月22日 | 王平久              | 常石磊                | 群星合唱《北京祝福你》大型城市歌舞宣传片全明星版歌曲，《北京欢迎你》之姐妹篇 |
| 11   | 奔跑不只为第一    | 2012年9月23日 | 小柯                | 小柯                  | 以伦敦奥运会上与金牌失之交臂的奥运选手们为创作背景的励志公益歌曲，由汪峰、陈楚生、贾乃亮、莫慧兰、陈数演唱 |

### 跨刀创作
注：为其他歌手创作的歌曲。
| 序次 | 作品           | 发布时间 | 作词                 | 作曲   | 原唱         | 备注 |
| ---- | -------------- | -------- | -------------------- | ------ | ------------ | --- |
| 1    | 默契           | 1995年   | 汪峰                 | 汪峰   | 何静、韩磊   | 收录于何静1995年首張专辑《家园》，此曲汪峰后来重新填词为《美丽世界的孤儿》                                                       |
| 2    | 青春           | 1998年   | 汪峰                 | 汪峰   | 筠子         | 收录于筠子专辑《春分、立秋、冬至》中。汪峰演绎版收录在2000年专辑《花火》（大陆版）中                                             |
| 3    | 如果风不再吹   | 1999年   | 汪峰                 | 汪峰   | 韩磊         | 汪峰演绎版收录在2009年专辑《信仰在空中飘扬》中                                                                                   |
| 4    | 等待           | 1999年   | 汪峰                 | 汪峰   | 黄绮珊       | 这首《等待》与汪峰2011年专辑《生无所求》中的《等待》同名不同歌，词曲作者均为汪峰；2006年汪峰担任制作人，由曹芙嘉翻唱这首《等待》 |
| 5    | 让年轻更闪亮   | 2001年   | 汪峰                 | 汪峰   | 陈思成       | 统一冰红茶广告歌曲 |
| 6    | 风筝           | 2004年   | 汪峰                 | 汪峰   | 饶婕         | |
| 7    | 我思念的母亲   | 2006年   | 汪峰                 | 汪峰   | 曹芙嘉       | 汪峰担任制作人，完成的6首歌曲之一；汪峰演绎版收录在2009年专辑《信仰在空中飘扬》中，更名为《母亲》                                |
| 8    | 让我们同行     | 2006年   | 汪峰                 | 汪峰   | 曹芙嘉       | 汪峰担任制作人，完成的6首歌曲之一                                                                                                |
| 9    | 一个人爱       | 2006年   | 汪峰                 | 汪峰   | 曹芙嘉       | 汪峰担任制作人，完成的6首歌曲之一。2009年重新编曲并改名《简简单单》，作为电视剧《商界丽人》片尾曲，继续由曹芙嘉演唱              |
| 10   | 你的心跳       | 2006年   | 汪峰                 | 汪峰   | 曹芙嘉       | 汪峰担任制作人，完成的6首歌曲之一                                                                                                |
| 11   | 以爱的名义     | 2006年   | 汪峰                 | 汪峰   | 曹芙嘉       | 汪峰担任制作人，完成的6首歌曲之一                                                                                                |
| 12   | Lanbrella      | 2006年   | 汪峰                 | 汪峰   | 陈龙         | 收录于陈龙专辑《冲刺》中 |
| 13   | 石头在歌唱     | 2010年   | 汪峰                 | 汪峰   | 与谭维维合唱 | 收录于谭维维专辑《谭某某》中 |
| 14   | 离去之前叫醒我 | 2010年   | 谭维维、高晓松、汪峰 | 汪峰   | 谭维维       | 收录于谭维维专辑《谭某某》中 |
| 15   | 悲哀而真实     | 2010年   | 汪峰                 | 贾轶男 | 谭维维       | 收录于谭维维专辑《谭某某》中 |
| 16   | 变幻的年代     | 2011年   | 汪峰                 | 汪峰   | 那英         | 收录于那英专辑《那又怎样》中 |
| 17   | 只因为你       | 2011年   | 汪峰                 | 汪峰   | 那英         | 收录于那英专辑《那又怎样》中 |
| 18   | 卑微的荣耀     | 2014年   | 汪峰                 | 汪峰   | 张恒远       | 收录于张恒远EP专辑《继承者》中                                                                                                   |

## 其他作品及演出

### 文学创作
- 2012年2月24日 汪峰出版个人小说《晚安北京》（ISBN 9787208104204）。

### 综艺节目
- 2012-08-13 《中国好声音》第一季那英组梦想导师
- 2013-07-12 至 2013-10-07 《中国好声音》第二季导师，学员张恒远获得亚军。
- 2014-07-13 至 2014-10-09 《中国好声音》第三季导师，学员帕尔哈提获得亚军。
- 2015-07-17 至 2015-10-07 《中国好声音》第四季导师，学员贝贝获得第四名。
- 2016-07-15 至 2016-10-07 《中国新歌声》第一季导师，学员蒋敦豪获得冠军。
- 2017-10-29 至 2017-12 参与湖南卫视的大型原创音乐公益支教节目《让世界听见》，作为支教老师走进大山，带领音乐教学帮手陪伴孩子们生活、学习，用组建合唱团的形式，帮助孩子们接触正规的音乐教学，实现孩子们将歌声唱出大山、让世界听见的终极梦想。
- 2018-01-12 至 2018-4-13 参与湖南卫视《歌手2018》，作为首发歌手出战；4月20日参加《歌手》双年巅峰会的演出。
- 2019-02-14 至 2019-5-16 与妻子章子怡参加《妻子的浪漫旅行》第二季。
- 2019-08-17 至 2019年-10-26 担当《一起乐队吧》乐团领队，所带领的旅行新蜜蜂乐队荣获总冠军。
- 2020-09-08 应邀以“超级大乐迷”的身份参加《乐队的夏天》第二季总决赛的录制，并且有始有终地在微博完成了第二季场外乐评，以其认真、专业、中肯赢得好评。在总决赛最后的大彩蛋中，携鲍家街43号乐队的老成员龙隆、杜咏、单晓帆、王磊、赵牧阳一起演绎了他们的经典作品《晚安 北京》。

### 音乐节
- 2004年8月6日 参加于宁夏贺兰山脚下举行的中国摇滚的光辉道路 之 贺兰山摇滚音乐节
- 2006年8月13日 参加于深圳举行的第二届深圳大梅沙沙滩音乐节
- 2006年10月6日 参加于广州增城举行的一连六天的增城摇滚大会（音乐节）
- 2007年2月17日 参加于海南三亚大东海广场及沙滩举行的三亚国际沙滩音乐节的除夕大型沙滩狂欢夜音乐会
- 2008年5月31日 参加于湖北武汉华中师范大学举行的“以青春之名”——伊利优酸乳2008大学生音乐节武汉校园音乐会
- 2009年5月2日 参加于重庆举行的重庆武隆仙女山国际露营音乐节
- 2009年5月3日 参加于四川成都保利198郁金香公园举行的第一届热波（成都）国际音乐节
- 2009年7月10日 参加于陕西西安曲江举行的青年中国（西安曲江）国际音乐节
- 2010年4月30日 参加于北京朝阳公园举行的第五届朝阳流行音乐周的中歌榜红五月音乐节
- 2010年7月16日 参加于江苏苏州相城活力岛举行的2010中国苏州相城·活力岛国际音乐节
- 2010年9月11日 参加于广西南宁横县举行的2010年中国国际茉莉花音乐节开幕式
- 2010年9月23日 参加于湖南长沙橘子洲沙滩游乐园举行的橘洲音乐节
- 2011年7月30日 参加于河北张家口张北中都草原举行的张北草原音乐节，引领几万观众为723动车事故遇难同胞默哀
- 2011年8月20日 参加于辽宁抚顺举行的2011红河大峡谷音乐季
- 2011年8月28日 参加于北京房山长阳半岛举行的长阳音乐节
- 2011年10月2日 参加于湖北随州举行的玉龙温泉摇滚音乐节
- 2011年12月24日 参加于广东深圳欢乐谷举行的深圳欢乐谷流行音乐节
- 2012年3月31日 参加于海南海口的海口高级体校体育场举行的海口金岛音乐节
- 2012年4月14日 参加于上海举行的上海陆航青鸟音乐节
- 2012年4月21日 参加于江苏苏州的苏州乐园欢乐世界举行的苏州乐园热波音乐节
- 2012年5月20日 参加于北京平谷渔阳国际滑雪场举行的乐谷音乐节（又称：平谷桃花音乐节）
- 2012年5月27日 参加于河北石家庄举行的石家庄嘉禾啤酒音乐节
- 2012年6月23日 参加于四川成都国际非物质文化遗产博览园举行的2012成都大爱音乐节
- 2012年7月28日 参加于河北张家口张北中都草原举行的2012张北草原音乐节
- 2012年10月3日 参加与广东珠海海滨泳场举行的2012珠海沙滩音乐节
- 2012年10月6日 参加于广西桂林漓江高尔夫球场举行的2012桂林山水音乐节
- 2013年8月3日 参加于重庆举行的重庆武隆仙女山国际露营音乐节
- 2013年9月14日 参加于陕西西安曲江举行的曲江遗址公园音乐节
- 2013年10月2日 参加于云南丽江举行的丽江天雨音乐节
- 2016年8月28日 参加于甘肃兰州举行的兰州银河国际音乐节
- 2019年5月19日 参加于四川成都国际非物质文化遗产博览园举行的BBF比特节拍音乐节
- 2019年7月14日 参加于四川成都蔚然花海举行的仙人掌音乐节

### 重要演出及大型晚会
- 2002年1月 参加广东电视台春节联欢晚会的录制，演唱歌曲《英雄》。此后分别于2010、2011、2012、2013、2014、2017、2018年参加东方卫视（2次）、浙江卫视（1次）、广东卫视（2次）、湖南卫视（2次）、北京卫视（1次）的跨年晚会演出。
- 2007年8月8日 在天安门广场参与“我们邀请世界”北京2008年奥运会倒计时一周年庆典晚会的演出。
- 2008年8月8日 参与2008年北京奥运会开幕式演出。
- 2008年8月23日 参与2008年北京奥运会帆船赛青岛分赛区闭幕式演出。
- 2008年8月24日 参与2008年北京奥运会闭幕式演出。
- 2013年2月9日 参加中央电视台蛇年春节联欢晚会演出，独唱原创歌曲《我爱你中国》。此前还参加北京卫视、江苏卫视和天津卫视的春晚录制。
- 2013年2月25日 参加了中央电视台蛇年元宵晚会演出，独唱原创歌曲《光明》。

### 影视作品及纪录片
- 2005年12月10日 汪峰参加青春偶像剧《色拉青春》拍摄并客串一角，演唱其电视剧主题歌《飞得更高》。
- 2007年 拍摄个人纪录片《石头在歌唱》，该片只发布了预告片，正片不明原因地未能播出。
- 2011年 客串王小帅导演的微电影作品《哨声嘹亮》。
- 2013年12月27日 参演的电影《中国好声音 之 为你转身》上映。
- 2014年 发布纪录片《汪峰“存在”2013超级巡回演唱会》。
- 2017年8月15日 中国内地第一部音乐纪录电影《存在》上线。

### 话剧相关
- 1994年5月 刚出道半年的汪峰及鲍家街43号乐队参加戏剧大导林兆华导演的话剧《浮士德》的演出，开场演唱原创作品《Just Like Blues》。
- 2007年5月 汪峰参与取名自汪峰同名歌曲的话剧《美丽世界的孤儿》的创作，从以往的专辑中挑选出12首歌曲用于该剧的演出，负责本剧全部的原创音乐，主题曲为改编版的《美丽世界的孤儿》，由钢琴大师孔祥东演奏。汪峰还作为特别嘉宾参与首演，登台献唱。
- 2014年2月 著名话剧导演田沁鑫导演的话剧《罗密欧与茱丽叶》开始巡演。配合剧情发展，演员现场演绎了汪峰的《当我想你的时候》以及《飞得更高》两首经典，田沁鑫戏剧工作室感谢汪峰的支持。

## 奖项及荣誉

### 音乐奖项
注：因提名较多，暂省略香港金像奖以外的提名内容。
| 年份   | 颁奖日期 | 主办方                                                           | 奖项                                                    | 结果 |
| ------ | -------- | ---------------------------------------------------------------- | ------------------------------------------------------- | ---- |
| 1998年 | 1月      | 亚洲卫视中文台和凤凰卫视                                         | 1997年大陆最佳年度男艺人                                | 提名 |
| 2000年 | 8月      | 北京音乐台“中国歌曲排行榜”                                       | 季度十大金曲获奖歌曲 - 《再见二十世纪》                 | 獲獎 |
| 2000年 | 12月     | 北京音乐台“中国歌曲排行榜”                                       | 季度十大金曲获奖歌曲 - 《花火》                         | 獲獎 |
| 2001年 | 3月      | 2000年度中国歌曲排行榜                                           | 十大金曲 -《再见二十世纪》                              | 獲獎 |
| 2001年 | 4月27日  | 2000年度中国原创歌曲总评榜颁奖典礼                               | 2000年最佳乐队                                          | 獲獎 |
| 2001年 | 6月      | 北京音乐台“中国歌曲排行榜”                                       | 季度十大金曲获奖歌曲 - 《迷鹿》                         | 獲獎 |
| 2001年 | 8月      | 北京音乐台“中国歌曲排行榜”                                       | 季度十大金曲获奖歌曲 - 《青春》                         | 獲獎 |
| 2001年 | 11月     | 北京音乐台“中国歌曲排行榜”                                       | 季度十大金曲获奖歌曲 - 《英雄》                         | 獲獎 |
| 2002年 | 3月      | 2001年度台湾中华音乐人交流协会                                   | 十佳专辑 - 《花火》（台湾版）                           | 獲獎 |
| 2002年 | 3月      | 2001年度台湾中华音乐人交流协会                                   | 十佳单曲 - 《妈妈》                                     | 獲獎 |
| 2002年 | 3月11日  | 第2届华语音乐传媒大奖                                            | 十大唱片 -《花火》                                      | 獲獎 |
| 2002年 | 3月23日  | 第2届音乐风云榜                                                  | 年度男歌手飞跃奖（内地）                                | 獲獎 |
| 2002年 | 4月13日  | 第2届中国原创音乐流行榜                                          | 最优秀创作歌手（内地）                                  | 獲獎 |
| 2002年 | 4月21日  | 第21届香港电影金像奖                                             | 最佳原创电影歌曲 -《回忆之前，忘记之后》（北京乐与路）  | 提名 |
| 2002年 | 6月23日  | 第1届中国唱片金碟奖                                              | 最佳流行男歌手                                          | 獲獎 |
| 2002年 | 6月23日  | 第1届中国唱片金碟奖                                              | 最佳摇滚专辑 - 《花火》                                 | 獲獎 |
| 2002年 | 6月23日  | 第1届中国唱片金碟奖                                              | 最佳摇滚歌手                                            | 獲獎 |
| 2003年 | 1月19日  | 第10届中国歌曲排行榜                                             | 年度十五大金曲奖 -《在雨中》                            | 獲獎 |
| 2005年 | 1月21日  | 第12届中国歌曲排行榜                                             | 内地年度十五大金曲奖 -《飞得更高》                      | 獲獎 |
| 2005年 | 1月22日  | 第12届中国歌曲排行榜                                             | 内地年度最佳创作歌手                                    | 獲獎 |
| 2005年 | 3月19日  | 第12届东方风云榜                                                 | 十大金曲 - 《飞得更高》                                 | 獲獎 |
| 2005年 | 3月19日  | 第12届东方风云榜                                                 | 最佳作词 - 《飞得更高》                                 | 獲獎 |
| 2005年 | 3月20日  | 第5届音乐风云榜                                                  | 最佳摇滚歌手                                            | 獲獎 |
| 2005年 | 4月18日  | 第4届中国原创音乐流行榜                                          | 最优秀摇滚歌手                                          | 獲獎 |
| 2005年 | 4月22日  | 2004 Music Radio中国TOP排行榜                                    | 内地年度金曲 - 《飞得更高》                             | 獲獎 |
| 2005年 | 4月22日  | 2004 Music Radio中国TOP排行榜                                    | 内地年度最佳创作歌手                                    | 獲獎 |
| 2005年 | 6月12日  | 第2届中国唱片金碟奖                                              | 最佳摇滚男歌手（内地）                                  | 獲獎 |
| 2005年 | 6月12日  | 第2届中国唱片金碟奖                                              | 最佳摇滚专辑(内地)                                      | 獲獎 |
| 2005年 | 6月19日  | 第2届中国歌曲排行榜海外票选颁奖典礼                              | 年度内地十佳金曲 - 《飞得更高》                         | 獲獎 |
| 2006年 | 4月2日   | 第6届音乐风云榜                                                  | 内地最佳男歌手                                          | 獲獎 |
| 2006年 | 4月24日  | 2005 Music Radio中国TOP排行榜                                    | 内地年度金曲 - 《怒放的生命》                           | 獲獎 |
| 2006年 | 4月24日  | 2005 Music Radio中国TOP排行榜                                    | 内地年度最佳创作歌手                                    | 獲獎 |
| 2006年 | 4月24日  | 2005 Music Radio中国TOP排行榜                                    | 内地年度最佳编曲 - 《怒放的生命》                       | 獲獎 |
| 2007年 | 1月25日  | 第13届全球华语音乐榜中榜                                         | 年度最佳歌曲奖（内地） -《怒放的生命》                  | 獲獎 |
| 2008年 | 1月23日  | 中国歌曲排行榜2007年度北京流行音乐典礼                           | 年度金曲奖 -《勇敢的心》                                | 獲獎 |
| 2008年 | 1月23日  | 中国歌曲排行榜2007年度北京流行音乐典礼                           | 最佳男歌手（内地）                                      | 獲獎 |
| 2008年 | 3月29日  | 第15届东方风云榜                                                 | 最佳男歌手                                              | 獲獎 |
| 2008年 | 3月29日  | 第15届东方风云榜                                                 | 十佳金曲 -《勇敢的心》                                  | 獲獎 |
| 2008年 | 3月29日  | 第15届东方风云榜                                                 | 最佳作词 -《勇敢的心》                                  | 獲獎 |
| 2008年 | 4月8日   | 第8届音乐风云榜                                                  | 最佳专辑 -《勇敢的心》                                  | 獲獎 |
| 2008年 | 4月8日   | 第8届音乐风云榜                                                  | 年度最佳制作人 -《勇敢的心》                            | 獲獎 |
| 2008年 | 4月8日   | 第8届音乐风云榜                                                  | 最佳摇滚专辑 -《勇敢的心》                              | 獲獎 |
| 2008年 | 11月16日 | 第10届CCTV-MTV音乐盛典                                           | 内地年度最佳男歌手                                      | 獲獎 |
| 2009年 | 11月19日 | 第9届全球华语歌曲排行榜                                          | 最佳专辑 -《信仰在空中飘扬》                            | 獲獎 |
| 2009年 | 11月19日 | 第9届全球华语歌曲排行榜                                          | 最佳制作人 -《信仰在空中飘扬》                          | 獲獎 |
| 2009年 | 11月19日 | 第9届全球华语歌曲排行榜                                          | 最佳作词奖 -《春天里》                                  | 獲獎 |
| 2009年 | 11月19日 | 第9届全球华语歌曲排行榜                                          | 年度20大金曲 -《春天里》                                | 獲獎 |
| 2010年 | 2月5日   | 中国歌曲排行榜2009年度北京流行音乐典礼                           | 年度最佳专辑（内地） -《信仰在空中飘扬》                | 獲獎 |
| 2010年 | 2月5日   | 中国歌曲排行榜2009年度北京流行音乐典礼                           | 年度最佳制作人（内地） -《信仰在空中飘扬》              | 獲獎 |
| 2010年 | 2月5日   | 中国歌曲排行榜2009年度北京流行音乐典礼                           | 年度最佳作曲（内地） -《春天里》                        | 獲獎 |
| 2010年 | 2月5日   | 中国歌曲排行榜2009年度北京流行音乐典礼                           | 年度金曲 -《春天里》                                    | 獲獎 |
| 2010年 | 3月1日   | 第9届中国原创音乐流行榜                                          | 最优秀专辑（内地） - 《信仰在空中飘扬》                 | 獲獎 |
| 2010年 | 3月1日   | 第9届中国原创音乐流行榜                                          | 内地金曲 -《春天里》                                    | 獲獎 |
| 2010年 | 3月27日  | 第17届东方风云榜                                                 | 最佳男歌手                                              | 獲獎 |
| 2010年 | 3月27日  | 第17届东方风云榜                                                 | 年度十大金曲奖 -《春天里》                              | 獲獎 |
| 2010年 | 3月28日  | 第14届全球华语榜中榜暨亚洲影响力大典（前身：全球华语音乐榜中榜） | 最受欢迎男歌手（内地）                                  | 獲獎 |
| 2010年 | 4月11日  | 第10届音乐风云榜                                                 | 十年最具影响力人物（内地）                              | 獲獎 |
| 2010年 | 4月11日  | 第10届音乐风云榜                                                 | 十年内地十大金曲 - 《怒放的生命》                       | 獲獎 |
| 2010年 | 5月14日  | 第10届华语音乐传媒大奖                                           | 最佳摇滚艺人                                            | 獲獎 |
| 2010年 | 5月14日  | 第10届华语音乐传媒大奖                                           | 年度国语专辑 - 《信仰在空中飘扬》                       | 獲獎 |
| 2010年 | 9月2日   | 华语金曲奖2010                                                   | 年度最佳国语专辑 - 《信仰在空中飘扬》                   | 獲獎 |
| 2010年 | 9月2日   | 华语金曲奖2010                                                   | 十大华语国语唱片 - 《信仰在空中飘扬》                   | 獲獎 |
| 2011年 | 3月19日  | 第18届东方风云榜                                                 | 十佳金曲 - 《石头在歌唱》（汪峰词曲及合唱，谭维维专辑） | 獲獎 |
| 2011年 | 4月11日  | 第11届音乐风云榜                                                 | 最佳歌曲 - 《石头在歌唱》（汪峰词曲及合唱，谭维维专辑） | 獲獎 |
| 2011年 | 7月10日  | 第11届华语音乐传媒大奖                                           | 百家传媒年度最受瞩目艺人                                | 獲獎 |
| 2012年 | 1月19日  | 中国歌曲排行榜2011年度北京流行音乐典礼                           | 年度最佳专辑（内地） -《生无所求》                      | 獲獎 |
| 2012年 | 1月19日  | 中国歌曲排行榜2011年度北京流行音乐典礼                           | 年度最佳制作人（内地） -《生无所求》                    | 獲獎 |
| 2012年 | 1月19日  | 中国歌曲排行榜2011年度北京流行音乐典礼                           | 年度传媒推荐摇滚歌手                                    | 獲獎 |
| 2012年 | 1月19日  | 中国歌曲排行榜2011年度北京流行音乐典礼                           | 年度金曲 -《存在》                                      | 獲獎 |
| 2012年 | 4月7日   | 第19届东方风云榜                                                 | 年度风云男歌手                                          | 獲獎 |
| 2012年 | 4月7日   | 第19届东方风云榜                                                 | 年度十大金曲奖 -《存在》                                | 獲獎 |
| 2012年 | 4月8日   | 第12届音乐风云榜                                                 | 最佳男歌手                                              | 獲獎 |
| 2012年 | 4月13日  | 第16届全球华语榜中榜暨亚洲影响力大典（前身：全球华语音乐榜中榜） | 最佳男歌手（内地）                                      | 獲獎 |
| 2012年 | 4月23日  | 2011 Music Radio中国TOP排行榜                                    | 年度最佳男歌手（内地）                                  | 獲獎 |
| 2012年 | 4月23日  | 2011 Music Radio中国TOP排行榜                                    | 最佳国语专辑 -《生无所求》                              | 獲獎 |
| 2012年 | 6月30日  | 第12届华语音乐传媒大奖                                           | 最佳国语男歌手                                          | 獲獎 |
| 2012年 | 6月30日  | 第12届华语音乐传媒大奖                                           | 年度金曲（内地） -《存在》                              | 獲獎 |
| 2012年 | 12月11日 | 华语金曲奖2012                                                   | 十大华语国语唱片 - 《生无所求》                         | 獲獎 |
| 2012年 | 12月11日 | 华语金曲奖2012                                                   | 年度最佳国语男歌手                                      | 獲獎 |
| 2012年 | 12月11日 | 华语金曲奖2012                                                   | 年度艺人                                                | 獲獎 |
| 2013年 | 3月17日  | CNTV第九届劲歌王金曲金榜全球华人乐坛音乐盛典                     | 最佳男歌手（内地）                                      | 獲獎 |
| 2013年 | 3月17日  | CNTV第九届劲歌王金曲金榜全球华人乐坛音乐盛典                     | 最畅销唱片大奖 - 《生无所求》                           | 獲獎 |
| 2013年 | 3月17日  | CNTV第九届劲歌王金曲金榜全球华人乐坛音乐盛典                     | 国语金曲奖 - 《存在》                                   | 獲獎 |
| 2013年 | 3月30日  | 第20届东方风云榜                                                 | 华语五强 之 内地最受欢迎歌手                            | 獲獎 |
| 2013年 | 3月30日  | 第20届东方风云榜                                                 | 二十年风云成就歌手                                      | 獲獎 |
| 2013年 | 3月30日  | 第20届东方风云榜                                                 | 二十年至尊金曲 - 《春天里》                             | 獲獎 |
| 2013年 | 4月14日  | 第13届音乐风云榜                                                 | 最具影响力歌手奖                                        | 獲獎 |
| 2013年 | 9月26日  | 第13届华语音乐传媒大奖                                           | 百家传媒年度最受瞩目艺人                                | 獲獎 |
| 2013年 | 9月26日  | 第13届华语音乐传媒大奖                                           | 年度最受瞩目音乐人                                      | 獲獎 |
| 2013年 | 11月30日 | 2013年度音乐先锋榜                                               | 内地十大先锋金曲 - 《一起摇摆》                         | 獲獎 |
| 2013年 | 11月30日 | 2013年度音乐先锋榜                                               | 全国最受欢迎先锋男歌手                                  | 獲獎 |
| 2013年 | 11月30日 | 2013年度音乐先锋榜                                               | 23家电台联颁先锋钻石大奖                                | 獲獎 |
| 2014年 | 5月26日  | 华语金曲奖2014                                                   | 十大华语国语唱片 - 《生来彷徨》                         | 獲獎 |
| 2014年 | 5月26日  | 华语金曲奖2014                                                   | 十大华语金曲 - 《一起摇摆》                             | 獲獎 |
| 2014年 | 12月14日 | 2014年度音乐先锋榜                                               | 内地十大先锋金曲 - 《生来彷徨》                         | 獲獎 |
| 2014年 | 12月30日 | 第15届华语音乐传媒大奖                                           | 最佳企划创意 - 汪峰北京鸟巢演唱会+乐视LIVE              | 獲獎 |
| 2015年 | 4月16日  | 第19届全球华语榜中榜暨亚洲影响力大典（前身：全球华语音乐榜中榜） | 亚洲影响力最佳演唱会                                    | 獲獎 |
| 2015年 | 4月16日  | 第19届全球华语榜中榜暨亚洲影响力大典（前身：全球华语音乐榜中榜） | 最佳男歌手（内地）                                      | 獲獎 |
| 2016年 | 11月25日 | 华语金曲奖2016                                                   | 十大华语国语金曲 - 《河流》                             | 獲獎 |
| 2016年 | 11月25日 | 华语金曲奖2016                                                   | 年度最佳国语金曲 - 《河流》                             | 獲獎 |
| 2016年 | 11月25日 | 华语金曲奖2016                                                   | 年度艺人                                                | 獲獎 |
| 2018年 | 8月29日  | 2018全球华人歌曲排行榜音乐盛典                                   | 2018华人年度歌手                                        | 獲獎 |
| 2018年 | 8月29日  | 2018全球华人歌曲排行榜音乐盛典                                   | 内地年度最佳专辑 - 《果岭里29号》                       | 獲獎 |
| 2018年 | 8月29日  | 2018全球华人歌曲排行榜音乐盛典                                   | 内地年度最佳专辑制作人 - 《果岭里29号》                 | 獲獎 |
| 2018年 | 8月29日  | 2018全球华人歌曲排行榜音乐盛典                                   | 年度金曲 - 《时代的标记》                               | 獲獎 |
| 2019年 | 8月30日  | 2019全球华人歌曲排行榜音乐盛典                                   | 2019华人年度歌手                                        | 獲獎 |
| 2019年 | 8月30日  | 2019全球华人歌曲排行榜音乐盛典                                   | 年度金曲 - 《灿烂的你》                                 | 獲獎 |
| 2021年 | 12月25日 | 央视2021全球中文音乐榜上榜年度盛典                               | 原创音乐特别贡献奖                                      | 獲獎 |

### 特殊荣誉
- 2011年4月15日 获聘为“我们的声音-中国音乐版权高峰论坛”活动的“中国音乐版权保护大使，该活动是由中国音乐著作权协会、中国音像著作权集体管理协会、中央人民广播电台、中共北京市平谷区委员会、北京市平谷区人民政府联合主办。[52][53]
- 2011年4月20日 在央视《绿书签行动2011》大型主题晚会上 ，全国“扫黄打非”工作小组副组长兼办公室主任、新闻出版总署副署长蒋建国向宋祖英、郑渊洁、汪峰授予2011年“反盗版形象大使”称号。[54][55]

### 其他荣誉
- 2007年12月17日 专辑《勇敢的心》荣获腾讯网2007星光大典 之“内地最受欢迎摇滚专辑”奖
- 2008年1月12日 荣获2007年度百度娱乐沸点颁奖礼 之 "内地最热门摇滚歌手"奖项
- 2009年12月22日 荣获2009BQ红人榜“年度唱作人”大奖[56]
- 2010年1月10日 《信仰在空中飘扬》荣获2009年度腾讯星光大典 之 “年度专辑”荣誉
- 2010年1月31日 荣获百度娱乐沸点庆典 之 “2009年度最热门内地男歌手”荣誉
- 2010年11月12日 荣获2010 Jeep®风云盛典 之 年度“Jeep®风云人物奖”中的Jeep®风云开创奖
- 2011年5月5日 荣获2011《时装男士》星势力颁奖盛典 之“乐坛星势力”荣誉
- 2011年7月31日 荣获中国新世纪10周年阳光奖颁奖礼暨晶报10周年庆典阳光奖 之 唱响中国奖
- 2011年11月16日 荣获《新京报》2011中国最美50人 之“年度男歌手”
- 2011年12月11日 荣获2011时尚先生年度典礼“年度最佳歌手”大奖
- 2011年12月12日 荣获《外滩画报》十周年暨改版上市盛典“十年音乐”大奖
- 2011年12月27日 荣获2011BQ红人榜“年度男歌手”大奖[57]
- 2012年1月4日 荣获新浪微博之夜——2011网络盛典“微博最具影响力男歌手”大奖
- 2012年1月5日 荣获爱奇艺“改变视界影像中国”2011年度盛典“年度最佳男歌手”大奖
- 2012年1月5日 荣获精品传媒“中国影响2011·时尚盛典”之“年度实力男歌手”大奖
- 2013年5月26日 荣获由南方人物周刊主办的2013中国娇子青年领袖颁奖盛典 之“青年领袖”荣誉
- 2014年1月6日 荣获第二届搜狐时尚权力榜颁奖盛典“年度音乐人”大奖
- 2014年11月27日 荣获《芭莎男士》品位成功2014年度人物暨绝对吸引力明星颁奖典礼 之“年度卓越成就音乐人”大奖
- 2014年12月2日 荣获《时尚先生》杂志第11届年度先生盛典 之 “年度先生”荣誉
- 2014年12月17日 荣获“2014百度沸点最佳男歌手”奖
- 2016年4月28日 荣获首届“Hello Future-GMICX年度盛典”的“2016互联网时代最具影响力歌手”大奖

## 其他

### 讲座论坛
- 2000年秋 汪峰受北京现代音乐学院邀请，与学院爵士系学生进行座谈交流。
- 2007年3月8日 汪峰参加音乐风云榜年度论坛，讨论中国的音乐问题。
- 2011年6月9日 汪峰携乐队成员贾轶男、秦四风和闻震做客2011九棵树数字音乐节大师讲堂，向北京现代音乐学院几百位学生进行了一堂关于音乐和理想的讲座。汪峰还获颁北京现代音乐学院客座教授聘书[58][59]。
- 2012年6月22日 四川音乐学院音乐厅举办了大型音乐公开课“iMusic 音乐讲堂”，本次课程的授课老师是汪峰以及乐队成员-作曲家秦四风、音乐制作人贾轶男。汪峰还获颁四川音乐学院客座教授聘书[60]。
- 2013年3月17日 以《怒放的生命》为题，汪峰与南方科技大学的同学座谈
- 2015年3月26日 汪峰受邀参加2015博鳌CCTV亚洲青年领袖圆桌会议。
- 2016年4月28日 fiil耳机董事长兼产品经理汪峰受邀出席GMIC2016全球移动互联网大会领袖峰会，并发表了题为《一个音乐人的四次非典型跨界》的主题演讲，还原了一个摇滚音乐人出身的产品经理，与他的fiil耳机的创业故事[29]。
- 2016年11月8日 汪峰在腾讯娱乐发起的明星演讲主题活动“星空演讲“上进行了题为《不能饿死音乐》的现场演讲[31]。
- 2016年12月7日 汪峰受邀参加了中国股权投资年度论坛，并展开了一次题为《我心中的音乐天堂》的主题演讲[32]。
- 2017年3月24日 下午，汪峰受邀参加2017博鳌亚洲论坛“创意经济：从文明古国到文创强国”分论坛讨论。晚上受邀参加2017博鳌亚洲论坛“文化传承与艺术创新”主题沙龙活动。
- 2017年7月20日 汪峰作为嘉宾导师录制《我是演说家》首期节目，并现场即兴以《爱与宽容》为主题作开场演讲[61]。
- 2017年8月12日 汪峰参加豆瓣座谈活动：Talking Bob Dylan，与大家畅谈他对偶像Bob Dylan本人及作品的理解。
- 2017年11月16日 汪峰再次作为《我是演说家》的嘉宾现场演讲，讲述音乐公益支教：孩子们治愈了我[62]。

### 公益慈善
- 2006年4月5日 汪峰在工作间隙抽空自己开车一路打电话问路赶到《京华时报》报社，为“京华天使行动”捐款[63][64]。
- 2007年7月20~22日 担任“绿色旗帜——首届鄂尔多斯草原摇滚音乐会”主题活动之一“向沙漠宣战——绿色旗帜万众大造林环保行动”的环保大使[65]。
- 2007年7月29日 汪峰举行爱心签售活动，该次签售所有收入均捐入红十字基金会用于抗洪救灾[66]。
- 2008年5月17日 汪峰参加完重庆的赈灾义演[11]后，立即携带一车的药品、食品和水等灾区需要的物资赶往成都，18日都江堰灾区，看望受灾的同胞[67][68]。
- 2008年5月20日 刚从灾区回到北京的汪峰，会同张曼玉、杨澜等知名人士参加了联合国儿童基金会—“奥迪童梦圆—地震灾区儿童救助专项基金”募捐会，再次为灾区募捐[69]。
- 2008年5月22日 汪峰积极参与“HIT FM RADIO AID超越那一天”摇滚群星的赈灾义演，共募得善款415，810元人民币[14]。此前此后汪峰多次参加各种赈灾义演，心系汶川地震灾区老小[11][12][13]。
- 2008年6月3日 为2003年非典时期创作的歌曲《直到永远》，在汶川地震抗震救灾期间又一次成为鼓舞人心的力量。同时这首歌被收录到“5.12抗震救灾爱心专辑”《生死不离》中，这张音乐届携手齐力用十天完成策划制作的唱片，不但将送到灾区作为精神食粮免费发送，而且还联合卓越网进行义卖活动，义卖所得款项将全部捐献给中国红十字会[8]！
- 2010年4月20日 汪峰参加CCTV《情系玉树，大爱无疆 – 抗震救灾大型募捐活动特别节目》的直播，并现场捐款5万元[70][71]。
- 2010年8月7日 和两岸三地的其他明星一起来到雅安碧峰峡熊猫基地，并各自认养了一只熊猫，还穿起工作服与“5·12”地震灾区的小朋友一起亲近大熊猫[72]。
- 2010年11月23日 汪峰应俄罗斯国宝级乐队Mumiy Troll的灵魂人物Ilya Lagutenko的邀请，参加在彼得堡举行由国际保护老虎组织主办的“全球老虎峰会”的公益演出[73][74]。
- 2011年7月10日 汪峰参加了“红粉笔计划”的公益活动志愿者分享会，用音乐来实现公益梦想。“红粉笔乡村教育计划”于2006年正式启动，是一项崇尚快乐的公益活动。红粉笔通过作为志愿者的都市青年向孩子们展现梦想的力量，帮助孩子们找到自己的热爱，并将这份热爱坚持成未来。“红粉笔计划”启动后，而今已经成为志愿者们为乡村小学提供音乐、美术等素质教育的平台[75]。
- 2012年5月7~9日 汪峰作为“让我飞得更高——2012斑头雁守护行动”形象大使拍摄公益片，并亲自到达海拔4600米青藏高原深处的班德湖，看望世界上飞得最高的鸟和守护着它的志愿者们[76]。
- 2013年12月6日 汪峰义卖新专辑《生来彷徨》实体唱片，为免费午餐计划筹款[77]。
- 2016年4月8日 汪峰委托长沙媒体向辍学儿童小军转交自己的录音和手写卡片，鼓励小军重返校园，还为他捐助设立了定向教育基金[78]。
- 2017年1月12日 汪峰参与了首届春光里中国名人创投德扑慈善赛，活动最终共筹集善款1,610,624元，全部助力芭莎公益慈善基金“视障孤儿助养”公益项目[79]。
- 2017年11月28日 汪峰再次带着听障儿童“小耳朵”李明富来到天津，前往医院为李明富诊断治疗，还自掏腰包替李明富支付了新耳蜗的费用，并体贴地把5万元的费用说成500元以减少孩子的心理压力[80]。
- 2020年1~2月 汪峰章子怡夫妇向中华思源工程扶贫基金会捐款人民币100万元[81]，用以向武汉疫区医院捐赠负压救护车等物资，[82]助力抗击新型肺炎第一线舍身忘我，迎难而上的医务工作者们。汪峰创建的耳机品牌FIIL也向湖北疫区学校捐赠耳机助力网上授课学习[83]。
- 2020年5月5日 汪峰参加《相信未来 (义演)》在线义演的第二场演出，这个公益演出活动是为了“呼吁一起努力复工复产，积极乐观迎接疫情的最终消散”。

### 广告代言
- 2011年 汪峰以一曲《像梦一样自由》打开上海大众途观代言大门，此后还拍摄了2015款大众途观《加德满都的风铃》MV广告和电视广告，2016款大众途观《像梦一样自由》电视广告，以及相关平面广告。
- 2011年 汪峰成为了雪佛兰科帕奇的代言人，以汪峰名曲《怒放的生命》为主题拍摄“活着，还是怒放”MV电视广告，以及相应平面广告。
- 2012年~2015年 汪峰代言探路者户外品牌，并拍摄主题歌《勇敢的心》MV电视广告，以及相应平面广告。
- 2013、2014年 代言七匹狼男装，拍摄品牌平面广告。
- 2016年 成为国产润滑油品牌纳能的品牌代言人。